# Begonia pseudoleprosa
Begonia pseudoleprosa là một loài thực vật có hoa trong họ Thu hải đường. Loài này được C.I Peng, Yan Liu & S.M.Ku mô tả khoa học đầu tiên năm 2006.